# せんせい、誤診です!
『せんせい、誤診です！　ホラー漫画家の本当にあった怖い闘病』とは、山本まゆりの漫画作品の1つである。

## 概要
本作の作者の山本まゆりはホラー漫画（心霊漫画）を普段は描いている漫画家である。つまり『せんせい、誤診です！　ホラー漫画家の本当にあった怖い闘病』は、その題名の通り、山本まゆり本人が自身の病気（下垂体腺腫）を複数人の医師に誤診され続け、正しい治療を受けられなかったという実話を元にして描かれた漫画である。そして、2008年に下垂体腺腫摘出手術を受けて
、
回復するまでが描かれている。山本まゆりによる「あとがき」によれば、本作品が単行本化された「人生初のエッセイ・コミック」であると言う。単行本は全1巻だが、2013年に行われた単行本化の前に、すでに本作品は2009年から2010年にかけて第1話から第5話までを5回に別けて発表していた。なお、題名には「誤診」としか無いものの、冒頭部では調剤事故（誤診された病名とも全く関係の無い薬を受け取って使用して被害を受けたこと）なども描かれている。同じく題名には無いものの、山本まゆりが減量に取り組んだ話なども描かれている。また単行本には、医師との対談（誤診されないためにどうするかといった内容）なども収録されている。

## 作品構成
- 誤診はここからはじまった
- 第1話 予兆
- 第2話 発覚
- 第3話 手術
- 教えて石井先生！　ドタバタ闘病対談 PART・1
- 第4話 回復
- 第5話 ダイエット格闘記
- 教えて石井先生！　ドタバタ闘病対談 PART・2
- あとがき

## あらすじ
山本まゆりは30歳代に入って異様に太りやすくなったと感じていた

。
そして30歳代前半で月経が止まり

、
半年以上月経が起こらないことで産婦人科を受診したところから誤診が続いた

。
誤診され続けて正しい治療が受けられず、2008年に下垂体腺腫の巨大化に伴い視野が欠け始めたのを緑内障と誤診され

、その後も視力の悪化が進み、一時は漫画家の廃業も考えた

。
しかし同年前半、ついに脳腫瘍（下垂体腺腫）が発覚した

。
その後、内視鏡を用いた下垂体腺腫摘出手術を受けて回復した

。

## 備考
この漫画の作者である山本まゆりの実兄は山本俊自であるわけだが、作品内で名前こそ明かされていないものの、彼も本作に作者の兄として登場している

。
また、本作には山本まゆりの母親も登場し、彼女もまた医師に誤診されたことが描かれている

。
ただし、こちらの場合は、そう時間を置かずにガンが原因であったことが判明した

。